# Excelsior !
 (juillet 2025).
Pour plus de détails, voir Fiche technique et Distribution.
Excelsior ! est un court métrage français réalisé par Georges Méliès, sorti en 1901, au début du cinéma muet.

## Synopsis
Un prestidigitateur sort un mouchoir de la bouche de son assistant. Du mouchoir, il tire un grand aquarium, se sert du bras de son assistant comme pompe pour le remplir, puis fait sortir des poissons de sa bouche. L'eau et les poissons disparaissent pour laisser place à un homard qui laisse la sienne à une jolie fille habillée en clown. Puis il dédouble la fille, transforme les deux personnages en drapeaux, s'en habille et sort.

## Fiche technique
Source IMDb
- Réalisation : Georges Méliès
- Pays de production : France
- Société de production Companies : Star Film
- Sociétés de distribution : 
  - France :
    - Star Film (1901, cinéma)

  - États-Unis :
    - Georges Méliès (1901, cinéma)
    - American Mutoscope & Biograph
    - Edison Manufacturing Company
    - S. Lubin
- Genre : comédie fantastique
- Format : noir et blanc - muet
- Durée : 2 minutes
- Dates de sortie : 
  - France : 1901
  - États-Unis : mai 1902